# Толл-подобный рецептор 5
TLR5 (толл-подобный рецептор 5) — мембранный белок, входящий в группу толл-подобных рецепторов, обеспечивающих функционирование врождённого иммунитета. TLR5, как и другие рецепторы этой группы, распознаёт патоген-связанные молекулярные структуры. Белок был обнаружен в 1998 году. Лигандом для TLR5 является флагеллин, бактериальный белок, главный компонент жгутиков, сходный у многих видов бактерий.

## Структура и функции
TLR5 связывает флагеллин бактерий и активирует провоспалительный фактор транскрипции NF-kB через адаптерный белок MyD88. Рецептор связывает консервативный фрагмент флагеллина, состоящий из 13 аминокислот и скрытый в полимерной форме белка. Таким образом, TLR5 активируется только мономерным флагеллином.